# شنغ بينج
شنغ بينج (بالصينية: 盛鹏) هو لاعب كرة قدم صيني في مركز حراسة المرمى، ولد في 9 فبراير 1989 في شوزهو في الصين. لعب مع نادي غويزهو رينهي.